# استونسیا
استونسیا (به لاتین: Estância de Baixo) یک روستا در دماغه سبز است.